# Bambusa longipalea
Bambusa longipalea är en gräsart som beskrevs av Wan Tao Lin. Bambusa longipalea ingår i släktet Bambusa och familjen gräs. Inga underarter finns listade i Catalogue of Life.